# Didymodon lindigii
Didymodon lindigii là một loài Rêu trong họ Pottiaceae. Loài này được (Hampe) R.H. Zander mô tả khoa học đầu tiên năm 1993.